# Macrobrachium australe
Espèce
Statut de conservation UICN

 LC  : Préoccupation mineure
Macrobrachium australe est une espèce de petites crevettes d’eau douce plus présente en aval des rivières. Ces crustacés sont abondants dans les bassins de petite profondeur (50 cm minimum) où l’eau est moins agitée.
On note sa présence dans les rivières de Polynésie française. Son nom tahitien est "oura pape" et elle est communément appelées chevrette.
Elles sont de nos jours relativement difficiles à capturer étant donné la raréfaction de l’espèce et, en conséquence, sa protection réglementée par le Service de la pêche polynésien (elle est interdite de pêche, transport, détention, commercialisation et consommation entre les mois de novembre à février).
Les crevettes sont capturées la nuit avec une lampe torche afin d’immobiliser l’animal et à l’aide d’une sorte de petit harpon.